# Jeg mødte en Morder
Jeg mødte en morder er en dansk, psykologisk kriminaldramafilm fra 1943, instrueret af Lau Lauritzen junior efter manuskript af Leck Fischer.

## Handling
Den unge succesforfatterinde Eva Saabye forbavser såvel sin forlægger William Nerup som litteraturkritikeren Dr. Hennings, der er en god ven af hende, ved ikke at ville udgive den sidste bog, hun har skrevet. En dag tager Eva manuskriptet til sin roman op af skuffen, og idet hun giver sig til at blade i den, føres vi ind i dens handling. Bogen med titlen "Jeg mødte en morder" har Eva Saabye som en af hovedpersonerne..

## Medvirkende
- Mogens Wieth, Henrik Nielsen
- Berthe Qvistgaard, Eva Saabye, Forfatterinde
- Inge Hvid-Møller, Annie, Henriks Kone
- Erling Schroeder, Erik Dinesen
- Lisbeth Movin, Agnete Lønning
- Peer Guldbrandsen, Willy Olsen, Annies Broder
- Agnes Rehni, Fru Christa Dinesen, Eriks Tante
- Poul Petersen, Kriminalassistent Asmussen
- Aage Winther-Jørgensen, Politimesteren
- Knud Heglund, William Nerup, Forlægger
- Vibeke Reumert, Asta Bode, Forfatterinde
- Ejner Federspiel, Dr. Hennings, Litteraturkritiker
- Aage Foss, Landpostbudet
- Harald Holst, Avismanden
- Birgitte Federspiel, Pigespejder
- Osvald Vallini, Politimand
- Henry Nielsen, Frederik
- Arne Westermann, Politimand